# Michał Diament
Michał Józef Diament (ur. 19 września 1935 w Skarżysku-Kamiennej, zm. 9 maja 1977 we Wrocławiu) – polski artysta fotograf, twórca szkła artystycznego. Członek rzeczywisty Okręgu Śląskiego Związku Polskich Artystów Fotografików. Członek Związku Polskich Artystów Plastyków.

## Życiorys
Michał Diament od 1961 roku był związany z wrocławskim środowiskiem fotograficznym. W latach 1953–1955 był studentem Akademii Górniczo-Hutniczej w Krakowie. W 1961 roku zamieszkał we Wrocławiu. W 1967 roku został absolwentem ówczesnej Państwowej Wyższej Szkoły Sztuk Plastycznych we Wrocławiu, uzyskując na Wydziale Ceramiki i Szkła dyplom z zakresu projektowania szkła, i podjął pracę w Międzywydziałowym Zakładzie Fotografii wrocławskiej PWSSP. W 1966 roku został przyjęty w poczet członków Okręgu Śląskiego Związku Polskich Artystów Fotografików. W 1974 roku został kierownikiem Międzywydziałowego Zakładu Fotografii w PWSSP – po przedstawieniu pracy teoretycznej Fotografika jako istotny element w procesie twórczym grafika i uzyskaniu stopnia adiunkta.
Michał Diament jest autorem i współautorem wielu wystaw fotograficznych; indywidualnych, zbiorowych, pokonkursowych. Brał aktywny udział w Międzynarodowych Salonach Fotograficznych, (m.in.) organizowanych pod patronatem FIAP, zdobywając wiele nagród, wyróżnień, dyplomów, listów gratulacyjnych. Uczestnik Sympozjum Plastycznego Wrocław ’70 (w zespole Mariana Bogusza).
Twórczość Michała Diamenta w dziedzinie szkła artystycznego początkowo utrzymywała się w estetyce wrocławskiej szkoły szkła – tworzył kieliszki na długich nóżkach i butle z obustronnymi wklęśnięciami. Z czasem zwrócił swoje zainteresowania ku unikatowym realizacjom o charakterze rzeźbiarskim.
Fotografie oraz prace szklarskie Michała Diamenta mają w swoich zbiorach: Muzeum Narodowe we Wrocławiu, Muzeum Okręgowe w Jeleniej Górze, Muzeum Zamkowe w Malborku, Muzeum Warmii i Mazur w Olsztynie, Musée d’Art et d’Historie w Genewie. Jego fotografie znajdują się także w Muzeum Historii Fotografii im. Walerego Rzewuskiego w Krakowie.

## Wybrane wystawy
- Dziecko (1965);
- Siatki (1969)[8];
- Fotografika (1969);
- Szukanie formy (1969);

Źródło.

## Galeria

Forma przestrzenna, Sympozjum Plastyczne Wrocław '70, kolekcja MWW
Forma przestrzenna, Sympozjum Plastyczne Wrocław '70, kolekcja MWW
Dokumentacja Kompozycji pionowej nieograniczonej Henryka Stażewskiego, Sympozjum Plastyczne Wrocław '70, kolekcja MWW
Dokumentacja Kompozycji pionowej nieograniczonej Henryka Stażewskiego, Sympozjum Plastyczne Wrocław '70, kolekcja MWW